# If I Could Do It All Over Again, I’d Do It All Over You
If I Could Do It All Over Again, I’d Do It All Over You — второй студийный группы кентерберийской сцены Caravan, выпущенный в 1970 году.

## Характеристика
Этот альбом стал значительным прогрессом по сравнению с первым одноименным альбомом группы и предшественником её лучшего альбома In the Land of Grey and Pink.
Альбом стал одним из канонических образцов Кентерберийской сцены с характерными для группы органными соло и мелодичным вокалом. Он показал сформировавшийся музыкальный стиль, принесший Caravan известность и отличавший творчество группы вплоть до 1975 года.
Многочастная композиция «For Richard» продолжительностью 14 минут 21 секунда стала основой концертных программ Caravan, часто завершая выступления группы. Версия этой композиции, записанная с полным составом симфонического оркестра, была издана на альбоме группы 1974 года Caravan and the New Symphonia.
В 2001 году на CD была издана ремастеринговая версия альбома с бонус-треками.

## Список композиций
Традиционно (видимо в силу контрактных обязательств) авторами всех композиций на изданиях указываются коллективно все музыканты группы (Хастингс, Синклэр, Синклэр, Кулан)

Ниже, в скобках - настоящее авторство
1. «If I Could Do It All Over Again, I’d Do It All Over You» (Пай Хастингс)— 3:07
2. "And I Wish I Were Stoned / «Don’t Worry» (Пай Хастингс) — 8:20
3. «As I Feel I Die» (Пай Хастингс) — 5:06
4. «With an Ear to the Ground You Can Make It» / «Martinian» / «Only Cox» / «Reprise» (Пай Хастингс) — 9:54

Сторона B
1. «Hello Hello» (музыка - Пай Хастингс, слова - Хастингс, Дэйв Синклэр) — 3:45
2. «Asforteri 25» (Пай Хастингс) — 1:21
3. «Can’t Be Long Now» / «Françoise» / «For Richard» / «Warlock» (музыка - Дэйв Синклэр, Ричард Синклэр, слова - Дэйв Синклэр) — 14:21
4. «Limits» — 1:35

Бонус-треки на переиздании альбома на CD 2001 года
1. «A Day in the Life of Maurice Haylett» (Пай Хастингс) — 5:40
2. «Why? (And I Wish I Were Stoned)» (Пай Хастингс) — 4:22
3. «Clipping the 8th (Hello Hello)» (музыка - Пай Хастингс, слова - Хастингс, Дэйв Синклэр) — 3:13
4. «As I Feel I Die» (Пай Хастингс) — 4:39

## Состав музыкантов
- Пай Хастингс — вокал, 12- и 6-струнная электрогитара, перкуссия
- Дейв Синклер — Хэммонд-орган, клавесин, фортепиано
- Ричард Синклер — бас-гитара, вокал, перкуссия
- Ричард Кулан — барабаны

Приглашенный музыкант
- Джимми Хастингс — флейта, саксофон